# Boco II

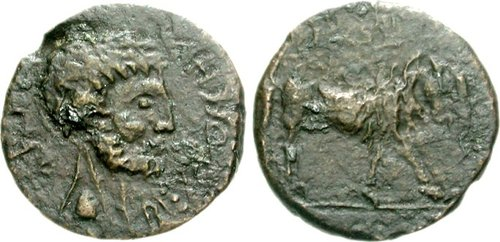
Moneda con grabado de Boco II.

Boco II un fue soberano bereber del reino de Mauritania durante el siglo I a. C., hijo y sucesor de Boco I.

## Vida
A la muerte de su padre, en 49 a. C., se dividió el reino entre sus dos hijos. Boco II gobernaba la región oriental de Mauritania, al este del río Muluya y la zona occidental era regida por su hermano Bogud.
Fueron considerados enemigos por la facción más conservadora del Senado Romano. Julio César reconoció sus títulos en el 49 a. C. Debido a ello y a la enemistad con los conservadores, durante la segunda guerra civil de la República romana los dos hermanos se alinearon con el bando cesariano invadiendo el reino de Numidia y conquistando Cirta, la capital del reino de Juba I, aliado de los conservadores. Juba I fue obligado a socorrer su capital y tuvo que abandonar la idea de ayudar a Quinto Cecilio Metelo Escipión contra César. Finalizada la guerra, César concedió a Boco las tierras situadas al occidente de Hipona, pertenecientes a Numidia, mientras que el resto de Numidia se anexionó brevemente a la provincia romana de África.
En la cuarta guerra civil de la República romana entre los años 32 a. C. y 30 a. C., Boco II fue partidario de Octavio, mientras que Bogud, su hermano, se decantó por Marco Antonio. Tras terminar la guerra civil Boco luchó contra su hermano, con ayuda militar de Augusto, como recompensa por su lealtad, anexionándose sus tierras y reunificando Mauritania. 
Tras su muerte en el 33 a. C., sin dejar sucesor al trono, el reino fue administrado directamente por Roma, que estableció colonias de veteranos en la costa. 
En el año 25 a. C. se iniciaron revueltas nativas en Numidia, debido a la intensa romanización adoptada por Juba II. Las revueltas consiguieron destronarle, por lo que Octavio le dio el trono de Mauritania, donde bautizó su nueva capital, con el nombre de Cesárea, en honor al emperador.